# Filmografia di Roberto Omegna
La filmografia di Roberto Omegna è vastissima e si divide essenzialmente i due parti: la prima riguarda la sua attività a Torino presso la “Ambrosio Film”  di Torino (e la sua consociata "Centauro Film"), cui si possono aggiungere anche le poche opere da lui realizzate dopo la chiusura della “Ambrosio” e prima del suo trasferimento a Roma. La seconda parte concerne invece i lavori prodotti da Omegna presso la sezione scientifica dell'"Istituto Luce".

## 1) Titoli relativi alla “Ambrosio film” ed anni successivi (periodo torinese)
I titoli delle opere riferibili ad Omegna nel periodo torinese spaziano dal documentario scientifico al film a soggetto, dal ‘’reportage’’ esotico al filmato alpinistico, sportivo o militare, sino alle corrispondenze da luoghi di eventi o disastri naturali. Si tratta di pellicole in cui egli riveste anche vari ruoli (operatore, regista, sceneggiatore, secondo le definizioni odierne), in una situazione - quella degli albori del cinema - nella quale la specializzazione dei ruoli non era sviluppata come l'attuale e capitava sovente che tutti facessero un po' di tutto. A ciò va aggiunto che la perdita di gran parte delle opere o della relativa documentazione rende difficili precise attribuzioni.
Questo primo elenco è basato essenzialmente sulla filmografia esposta nella voce ‘’Roberto Omegna’’ pubblicata nella Enciclopedia dello spettacolo, Roma, Unedi, 1975, integrata sino al 1915 con notizie reperite nella Storia del cinema muto italiano di Maria Adriana Prolo, Milano, Poligono, 1951. La sezione relativa ai film a soggetto è basata sulle schede contenute nei volumi relativi al cinema muto italiano editi in vari anni da C.S.C. ed E.R.I., Roma.

### Documentari
- La prima corsa automobilistica Susa Moncenisio (1904)
- Le manovre degli alpini al Colle della Ranzola (1904)
- I lancieri di Savoia (1905)
- L'inaugurazione del Rifugio Quintino Sella al Monviso (1905)
- La seconda corsa automobilistica Susa - Moncenisio (1905)
- Vedute ed episodi del terremoto di Calabria (1905)
- Eruzione del Vesuvio (1906)
- Inondazione nel Piacentino (1907)
- Un viaggio al Chaco (1907)
- Visioni di Buenos Aires (1907)
- I centauri. Esercitazioni di cavallegg a Pinerolo (1908)
- Le manovre navali italiane (1908)
- La caccia al leopardo (1908)
- Le risaie (1908), co - regia con Giovanni Vitrotti
- La neuropatologia (anche La nevropatologia) (1908)
- Una settimana in Russia (1908)
- Terremoto in Calabria e in Sicilia (1908)
- Come si viaggia in Africa (1909)
- Funerale abissino (1909)
- A Massaua (1909)
- Da Massaua a Keren (1909)
- Matrimonio abissino (1909)
- I nostri ascari (1909)
- Usi e costumi abissini (1909)
- La vita delle api (1910)  - co regia con Giovanni Vitrotti
- Città del sogno (1911)
- La città santa (1911)
- Combattimento di galli (1911)
- Elefanti al lavoro (1911)
- Usi e costumi in India (1911)
- Templi indiani (1911)
- Fabbrica di ombrelli in Birmania (1911)
- Feste indiane (1911)
- Funerali cinesi (1911)
- Shanghai (1911)
- L'arrivo del Duca di Braunschweig a Shanghai (1911)
- Usi e costumi cinesi (1911)
- L'eruzione dell'Etna del 18 settembre (1911)
- Esposizione di Torino (in 4 parti): Il padiglione russo, Il padiglione FIAT, Il padiglione argentino, Come natura ricama (Esposizione di Torino sotto la neve) (1911)
- Il varo della "Leonardo Da Vinci" (1911)
- La vita delle farfalle (1911)
- Benares, la città sacra (1912)
- Circolazione del sangue (1908 – 1915)

### Film a soggetto
- Avventura di un ubriaco, (1906) - regia
- Il romanzo di un derelitto,(1906) - regia
- Gli ultimi giorni di Pompei, regia di Luigi Maggi (1908) - sceneggiatore e direttore fotografia
- Nerone , (1909) - direttore fotografia
- Lo schiavo di Cartagine, (1910) - co regia e direttore fotografia
- Linda di Chamouny, regia di Giuseppe Gray (1913) -direttore fotografia (Centauro Film)
- Chiave d'oro e chiave di ferro  regia Gerardo Di Sarro (1913) - direttore fotografia  (Centauro Film)
- Ave Maria, regia di Gerardo De Sarro (1914) - direttore della fotografia (Centauro Film)
- La leggenda del castello, regia di Gerardo Di Sarro (1914) - direttore della fotografia  (Centauro Film)
- La porta chiusa, regia di Gerardo Di Sarro (1914) - direttore della fotografia  (Centauro Film)
- Il gioiello recuperato, regia di Gerardo Di Sarro (1915) - direttore della fotografia  (Centauro Film)
- L'olocausto, regia di Gerardo Di Sarro (1915) - direttore della fotografia  (Centauro Film)
- La vittoria dei D.A.C., regia di Gerardo Di Sarro (1915) - direttore della fotografia  (Centauro Film)
- Champagne Caprice, regia di Achille Consalvi, (1919), sceneggiatura
- Cuor di ferro e cuor d'oro, regia di Luigi Maggi e Dante Cappelli (1919) - riduzione ed adattamento
- Passione Slava, co regia con Ermanno Geymonat (1919) - anche sceneggiatura
- La girandola di fuoco. regia di Eugenio Testa (1920) - soggettista
- Canaglia dorata, regia di Achille Consalvi  (1921) - sceneggiatura
- Il giro del mondo di un biricchino di Parigi, regia di Luigi Maggi e Dante Cappelli (1921) - sceneggiatura

## 2) Titoli relativi alla Sezione Scientifica dell'"Istituto Luce" (periodo romano)
Questa seconda parte della filmografia riguarda esclusivamente documentari ed è ancora più vasta della prima, ma solo poche delle opere sono attribuite ufficialmente ad Omegna nella documentazione prodotta dall'"Istituto Luce", di cui si è consultato dapprima il Catalogo generale dei soggetti cinematografici, edito nel 1937 e, soprattutto, le schede contenute nell'archivio storico on line dell'Istituto.

Alcune opere, seppur attribuite ad Omegna, non hanno indicazione precisa dell'anno di edizione, ma sono situate nel periodo 1924 - 1931.
Vi sono poi opere per le quali non esiste attribuzione ufficiale: alcune di esse recano l'indicazione del periodo o dell'anno di realizzazione, altre sono prive anche di quel dato, oltre che del nominativo. Per queste si è fatto riferimento ancora alla Enciclopedia dello spettacolo, che riferisce ad Omegna le pellicole realizzate dal 1926 al 1943 dalla suddetta sezione scientifica dell'Istituto, essendone egli stato l'unico responsabile senza soluzione di continuità per tutti quegli anni. Alcuni titoli antecedenti al 1926, anno dell'ingresso di Omegna al "Luce", figurano nell'elenco in quanto egli le conferì al patrimonio dell'istituto.

### Titoli attribuiti ad Omegna
- Vita delle farfalle (seconda versione), (1924)
- La mantide religiosa (1924)
- Giardini del mare (1926)
- Vita delle api (seconda versione) (1926)
- Navigatori argentei dei mari (1927)
- Abitanti del mare  (1927)
- Vita dei ragni epeira )1930)
- Dall'uovo alla gallina (1931)
- Intelligenza dei fiori: disseminazione e fecondazione (1933)
- Uno sguardo al fondo marino  (1936)
- La vita del grillo campestre (1936)
- La zanzara (1936)
- Un mondo meraviglioso (1938)
- Il canarino (1938)
- La cavalletta  (1939)
- La vita della zanzara  (1940)
- Fiori - anno non indicato
- Vita della pianta - anno non indicato

### Titoli attribuiti ad Omegna nel periodo 1924 - 1931
- Artiodattili
- Nel mondo delle attinie
- Embriogenesi nell'uovo del riccio di mare
- Minuscoli abitanti dell'acqua
- Forme planctoniche: plancton e vita microscopica
- La rana
- Vita dei topolini bianchi
- vita delle formiche
- Nelle tenebre marine: vita nel mare
- La zanzara  (2ª ediz.)

### Opere realizzate dalla Sezione Scientifica nel periodo 1924 – 1931 senza indicazione del nome
- Ammalati di cancro
- Aria liquida
- Forme artistiche della natura
- Carnivori
- Celenterati o polipi
- Centopiedi gigantesco
- Cerambice (1927)
- Contrazione della fibra muscolare
- Crostacei
- Curiosità marine
- Ergates faber
- Fauna esotica del giardino zoologico di Roma
- Fauna marina – i molluschi
- Fenomeni di cristallizzazione
- Grotteschi e meraviglie della natura
- Idrogeno
- Infusori del fieno
- Insetti acquatici
- Abili insetti artigiani
- Insetti nocivi
- Invertebrati marini - cristalli viventi
- Lotta sottomarina
- Piante medicinali innocue e piante medicinali velenose
- Piccoli abitanti del mare
- Processionaria del pino
- Protozoi
- La pulce acquatica
- I rettili: abitudini alimentari e di vita
- Il segreto del cuculo
- La sensitiva
- Stelle di mare ed oloturie
- Tarantola
- Testuggini
- La tignola e la vespetta del grano
- Varietà di vita nel mare
- La vespa
- Victoria regia – regina delle ninfe
- La vita del ragno crociato
- Sciamaggio delle api

### Altre opere realizzate dalla Sezione Scientifica in anni vari (senza indicazione del nome)
- Come nascono montagne e valli  (anni venti)
- Baco da seta    (1924)
- Il mare (1924)
- Scarabeo sacro (1925 – 26)
- Il sangue (1926 – 1930)
- Vulcanismo al Giappone (1926 – 30)
- Appendicectomia a freddo per appendicite acuta  (1926 – 1930)
- Cistostomia sovrapubica per calcolosi vescicale infetta (1926 – 1930)
- Clima mediterraneo  (1926 – 1930)
- Malaria (1929)
- Echidna aculeata    (prima metà anni trenta)
- Leucociti  (anni trenta)
- Come nascono le meduse      (anni trenta)
- Forme artistiche nelle sabbie - esseri unicellulari    ( anni trenta)
- Emicolectomia destra per pericolite membranosa (1930)     clin chirurg Univ Roma – prof.Alessandri
- Ernia inguinale e crurale destra – metodo Ruggi (1930)
- Fiori, frutti ed insetti (1930)
- Preparazione di una operazione chirurgica (1930)
- Proboscidati  (1930)
- Resezione gastro - duodenale per ulcera callosa della piccola curvatura dello stomaco (1930)
- Piante insettivore (1930)
- Laminectomia (1930)
- Operazione di cataratta     (1930)
- Emanazioni del radio  (1931)
- Biotipologia: studio delle individualità  (1932)
- Orchidopessi per testicolo sinistro ritenuto nel canale inguinale (1930 – 40)

### Altre opere realizzate dalla Sezione Scientifica (manca indicazione sia dell'anno che del nome)
- Asportazione di un calazio  (collab. con clinica oculistica Univ. Roma)
- Asportazione di un calcolo renale destro   (collab. con clinica chirurgica Univ.  Roma – prof. Alessandri)
- Asportazione di un cistoma ovarico sinistro   (collab. con clinica chirurgica Univ.  Roma – prof. Alessandri)
- Asportazione di un voluminoso gozzo   (collab. con clinica chirurgica Univ.  Roma – prof. Alessandri)
- Baco della farina
- Calamita
- Castoro
- Cervo volante
- Cisti di echinococco del fegato  (collab. con clinica chirurgica Univ.  Roma – prof. Alessandri)
- Colicestectomia per colecistite calcolosa    (collab. con clinica chirurgica Univ. Roma – prof. Alessandri)
- Composizione chimica dell'acqua
- Congelazione dell'acqua
- Le coste
- Dono della vita
- Duodenodigiunostomia per megaduodeno da stenosi della terza porzione
- Echinodermi
- Operazione per ernia crurale destra
- Operaz alla Bassini per ernia inguino - scrotale sinistra   (collab. con clinica chirurgica Univ.  Roma – prof.Alessandri)
- Le grandi alghe
- Il dono della vita
- Illusioni ottiche
- Infusorio della campanella
- Mimetismo
- La mosca
- Movimenti browniani e trasporto elettrico
- Nefrectomia per tubercolosi renale destra (collab. con clinica chirurgica Univ.  Roma – prof.Alessandri)
- Un nemico del giardiniere
- Orogenia
- Ossigeno
- Il paguro
- Pesci
- Pielotomia sinistra per calcolo   (collab. con clinica chirurgica Univ. Roma – prof.Alessandri)
- La piovra
- Raggi X
- Gli uccelli rampicanti
- Rapaci diurni
- Rapaci notturni
- Resezione gastrica a digiunale per ulcero digiunale postoperatoria
- Resezione gastrica per cancro allo stomaco
- Come fiorisce la rosellina di siepe
- Rosicanti
- Aracnidi: lo scorpione
- Rosa di mare: thealia Crassicornis
- Tubercolosi
- Tulipani in fiore
- Le uova e l’incubazione negli uccelli
- Vaiolo
- Vegetali osservati al microscopio